# Maman sur ordinateur
Pour plus de détails, voir Fiche technique et Distribution.
Maman sur ordinateur (Computron 22) est un film italien réalisé par Giuliano Carnimeo et sorti en 1986.

## Synopsis
Luca, un garçon de onze ans, vit avec son grand-père dans un manoir à Rome. En faisant des recherches sur son ordinateur portable, qu'il a appelé Toto, il apprend que sa mère qu'il croyait morte est bien vivante et qu'elle habite en Argentine. Malgré les tentatives de son grand-père pour le retenir, il parvient à voyager jusqu'en Argentine pour la rejoindre. Sur place, il constate que sa mère est gravement malade et que le traitement médical pour la guérir est hors de prix.

## Fiche technique
- Titre français : Maman sur ordinateur
- Titre original italien : Computron 22[1]
- Réalisation : Giuliano Carnimeo
- Scénario : Franco Prosperi
- Photographie : Roberto Girometti
- Montage : Adriano Tagliavia
- Musique : Detto Mariano
- Décors : Marco Dentici
- Costumes : Vera Cozzolino
- Maquillage : Alfredo Marazzi
- Production : Camillo Teti
- Sociétés de production : Istituto Luce-Italnoleggio Cinematografico, Schematec
- Pays de production :  Italie
- Langue originale : italien
- Format : Couleur • Son mono • 35 mm
- Genre : Comédie dramatique, science-fiction, Film pour enfants
- Durée : 96 minutes[2]
- Dates de sortie : 
  - Italie : juillet 1986 (Festival du film de Giffoni[2]) — Visa de censure accordé le 25 septembre 1986[1].
  - France : 5 novembre 1986 (retransmission télévisuelle sur Canal+[3])
  - Canada : 8 octobre 1989 (retransmission télévisuelle[4])

## Distribution
- Lolo Garcia : Luca
- Fiorenza Marchegiani : Consuelo
- Gabriele Ferzetti : Le grand-père
- Benedetto Casillo
- Luigina Rocchi : Nada
- Carla Monti : Maria
- Gerardo Scala
- Luigi Uzzo